# Узловой аэропорт

Пример звездообразной (веерной) сети маршрутов.

Узловой аэропорт (иногда используется название хаб (англ. airline hub)) — аэропорт, используемый авиакомпаниями как пункт пересадки пассажиров и имеющий высокий процент стыковочных рейсов.
Узловой аэропорт является элементом так называемой звездообразной (веерной) сети маршрутов, в которой пассажиры, путешествуя между аэропортами, не связанными прямыми авиарейсами, могут достигнуть пункта назначения, совершив пересадку с одного рейса на другой. Часто узел авиакомпании располагается в её базовом аэропорту, или в аэропорту того же города, что и главный офис.
Авиакомпании могут использовать как один, так и несколько узловых аэропортов. Они используются и в пассажирских, и в грузовых перевозках.
В сети маршрутов авиакомпаний могут формироваться узловые пункты — аэропорты, не являющиеся пересадочными пунктами, но из которых авиакомпания совершает несколько рейсов в разных направлениях. Крупные узловые пункты неофициально называют «вторичными узлами».
Во многих случаях узловым аэропортом авиакомпании является крупнейший аэропорт страны (например, Дубай для авиакомпании Emirates).

## Списоккрупнейших авиакомпаний Россиии их узловых аэропортов
- Аэрофлот — Шереметьево, Красноярск
- UTair — Внуково, Рощино, Сургут
- S7 Airlines — Толмачево,  Домодедово
- Россия — Пулково
- Уральские авиалинии — Кольцово, Домодедово
- Победа — Внуково, Пулково
- Nordwind Airlines — Шереметьево, Пулково, Большое Савино
- NordStar — Домодедово, Норильск, Красноярск